# Thala
|  | Denne artikel er oprettet af botten PalnaBot ud fra en ekstern database. Den kan derfor have sproglige fejl eller mangler. Denne skabelon kan fjernes efter kontrol af indholdet. |

Thala er en dokumentarfilm skrevet og instrueret af Kim Dambæk.

## Handling
Thala er en særdeles interessant dokumentarfilm om den hinduistiske danseform kathakali, der dyrkes i delstaten Kerala i det sydlige Indien. Her fanger Kim Dambæks årvågne kamera fascinerende glimt af dagliglivet og lader kathakali-danseren Prakash fortælle filosofisk om dansens rytmer som et universelt kommunikationsmiddel og en vej til at opnå harmoni med kosmos, og dermed bliver "Thala" til en usædvanlig, både eksotisk og spirituel oplevelse. (anmeldelse, Berlingske Tidende af Ebbe Iverse)